# Dekarboxylace

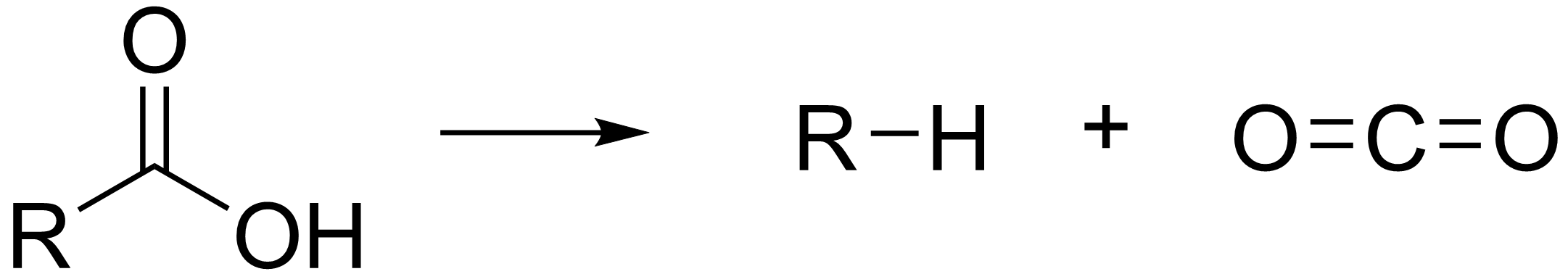
Zahřátím se karboxylová skupina rozštěpí na oxid uhličitý a uhlovodíkový zbytek. R označuje uhlovodíkový řetězec.

Dekarboxylace je chemická reakce, při níž dochází k odštěpení karboxylové skupiny v podobě oxidu uhličitého (CO2). Karboxylové skupiny jsou součástí karboxylových kyselin. Karboxylová skupina se skládá z uhlíkového atomu vázaného dvojnou vazbou ke kyslíkovému atomu a jednoduchou vazbou k hydroxylové skupině −OH.